# Aptasensor
Aptasensor – rodzaj biosensora, którego część bioreceptorową tworzą aptamery oparte na kwasach nukleinowych.
Aptamery w przeciwieństwie do często stosowanych w biosensorach przeciwciał, wykazują wysokie powinowactwo (wysoka stała wiązania) i specyficzność (stuprocentowa możliwość oznaczenia jednego składnika wobec innych, w złożonej próbce) do ściśle określonych biomolekuł lub cząsteczek organicznych. Ponadto aptamery mają niską podatność na denaturację, są tańsze od przeciwciał oraz można je łatwo modyfikować w celu ułatwienia adsorpcji na podłożu używanym w danym sensorze. Dla substancji, które nie wywołują silnych odpowiedzi immunologicznych trudno jest dobrać i wytworzyć odpowiednie przeciwciała. Aptamery z kolei mogą być opracowane dla dowolnej molekuły. Dodatkowo oligonukleotydy mają zdolność do oddziaływania z jonami i małymi cząsteczkami, które nie są rozpoznawane przez przeciwciała.

## Tworzenie warstw aptamerowych

### Adsorpcja
Adsorpcja jest najprostszą techniką immobilizacji łańcuchów DNA, z uwagi na to, że nie wymaga modyfikacji cząsteczek kwasów nukleinowych. Unieruchomienie polega na interakcjach jonowych zachodzących pomiędzy ujemnie naładowanymi łańcuchami DNA, a dodatnio naładowaną powierzchnią. Adsorpcję negatywnie naładowanych cząsteczek można stosować na elektrodach węglowych i grafitowych.
Główną wadą takiego sposobu tworzenia warstwy jest możliwość desorpcji aptameru z powierzchni elektrody podczas hybrydyzacji oraz oddziaływanie DNA z powierzchnią elektrody w wielu miejscach łańcucha, co znacząco pogarsza wydajność hybrydyzacji.

### Metoda kowalencyjna
Podejście to polega na wiązaniu cząsteczek apatamerów z powierzchnią elektrody wiązaniem kowalencyjnym. W tym celu wykorzystuje się elektrody wykonane ze złota.
W celu utworzenia warstwy aptamerowej kowalencyjnie związanej z powierzchnią elektrody złotej konieczne jest zmodyfikowanie nici DNA krótkimi fragmentami tiolowymi na 3' bądź 5' końcu. Zazwyczaj stosuje się do tego łączniki o łańcuchu składającym się z 3 lub 6 atomów węgla. Tak utworzone cząsteczki oddziałują z powierzchnią złotą tworząc wiązania kowalencyjne pomiędzy atomami siarki tiolowanego DNA, a złotem z powierzchni.
R−SH + Au  →  RS−Au + e−
 + H+

Proces wiązania polega na zanurzeniu powierzchni, która ma być zmodyfikowana w rozcieńczonym roztworze zmodyfikowanego aptameru. Na jakość uzyskanej monowarstwy wpływa stężenie roztworu immobilizującego, czas osadzania, rodzaj związku siarki, temperatura oraz czystość powierzchni.
Ze względu na swoją długość, zmodyfikowane cząsteczki DNA oddziałują z powierzchnią złotą także w sposób niespecyficzny. Aby zapobiec takiej sytuacji, stosuje się związki, które wypełniają wolne przestrzenie pomiędzy łańcuchami kwasów nukleinowych. Najczęściej stosowanym odczynnikiem jest 6-merkapto-1-heksanol, HS(CH
2)
6OH. Taka operacja zapewnia uformowanie się uporządkowanej warstwy, w której cząsteczki DNA oddziaływają z powierzchnią jedynie za pomocą wytworzonych wcześniej wiązań kowalencyjnych oraz zapewnia swobodne oddziaływanie łańcuchów aptamerowych z docelowymi molekułami.

### Powinowactwo awidyna/streptawidyna – biotyna
Sposób wiązania DNA do powierzchni za pomocą oddziaływań awidyny z biotyną polega na modyfikowaniu powierzchni elektrody pochodną awidyny bądź streptawidyny, a nici DNA biotyną, przyłączając ją kowalencyjnie. Biotyna wiąże się z bardzo wysokim powinowactwem z awidyną lub streptawidyną (Ka = 1015 M−1). Są one białkami tetrametrycznymi, zbudowane są z 4 podjenostek zawierających identyczne miejsca wiązania biotyny, co skutkuje uzyskiwaniem większych gęstości powierzchniowych DNA na tak zmodyfikowanej elektrodzie. Warstwa biosensorów uzyskana w ten sposób ma porównywalną stabilność i trwałość do tej uzyskanej metodą kowalencyjną.

## Rodzaje elementów przetwornikowych

### Optyczny
Długie aptamery ulegają zmianie konformacyjnej po wprowadzeniu próbki docelowej. Jeżeli do aptameru zostaną przyłączone cząsteczki sygnalizacyjne (np.  fluorescencyjne), to pozwala to na detekcję optyczną zdarzenia wiązania cząsteczki. Aptasensor zmodyfikowany cząsteczką fluorescencyjną został np. wykorzystany do wykrywania L-argininoamidu (amidowej pochodnej L-argininy).

### Elektrochemiczny
Ze względu na łatwość wytwarzania i prostą integrację miniaturowych ogniw elektrochemicznych z urządzeniami typu lab-on-a-chip, detekcja elektrochemiczna stała się częstym rozwiązaniem w bioczujnikach aptamerowych. Umożliwia jednoczesne wykrywanie wielu analitów na prostej, szybkiej i niedrogiej platformie. Zazwyczaj układ stosowany do detekcji elektrochemicznej składa się z elektrody roboczej, elektrody odniesienia oraz elektrody pomocniczej.
Detekcja elektrochemiczna została zastosowana na kilka sposobów. Niektóre z nich obejmują katalizatory nieorganiczne lub organiczne, enzymy, enzymy redoks, czy nanocząstki złota. Aptasensor może również wykorzystywać znaczniki elektroaktywne, takie jak ferrocen, czy błękit metylenowy.
Metodami elektrochemicznymi wykorzystywanymi do takiej detekcji są m.in. woltamperometria cykliczna (CV), woltamperometria pulsowa różnicowa (DPV) i elektrochemiczna spektroskopia impedancyjna (EIS).

### Wrażliwy na zmianę masy
Do elementów przetwornikowych czułych na zmianę masy, które stosowane są w aptasensorach należą między innymi powierzchniowy rezonans plazmonowy (SPR) oraz mikrowaga kwarcowa (QCM).